# Avon Championships of Dallas 1980
Avon Championships of Dallas 1980  — жіночий тенісний турнір, що проходив на закритих кортах з килимовим покриттям Moody Coliseum у Далласі (США) в рамках Світової чемпіонської серії Вірджинії Слімс 1980. Турнір відбувся вдев'яте і тривав з 3 березня до 9 березня 1980 року. Перша сіяна Мартіна Навратілова здобула титул в одиночному розряді й отримала за це 30 тис. доларів США.

## Фінальна частина

### Одиночний розряд
Мартіна Навратілова —  Івонн Гулагонг Коулі 6–3, 6–2
- Для Навратілової це був 6-й титул в одиночному розряді за сезон і 40-й — за кар'єру.

### Парний розряд
Біллі Джин Кінг /  Мартіна Навратілова —  Розмарі Казалс /  Венді Тернбулл 4–6, 6–3, 6–3

## Розподіл призових грошей
| Дисципліна       | П       | F       | ПФ     | ЧФ     | 1/8    | 1/16   | 1/32 |
| Одиночний розряд | $30,000 | $15,000 | $7,350 | $3,500 | $1,750 | $1,000 | $700 |